# Рутковский, Александр Григорьевич
Алекса́ндр Григо́рьевич Рутко́вский — советский и украинский киновед, публицист.

## Биография
Родился 8 декабря 1947 года в Магнитогорске в семье инженера-металлурга. В 1971 году окончил исторический факультет Киевского государственного университета им. Т. Г. Шевченко. Работал в Киевском археологическом институте, а с 1977 года – в отделе киноведения Института искусствоведения, фольклористики и этнологии им. М. Т. Рыльского НАН Украины.
В 1985 году окончил аспирантуру Всесоюзного государственного института кинематографии, защитив диссертацию на соискание учёной степени кандидата искусствоведения по теме «Принципы и методика жанрового анализа фильма».
Работал старшим научным сотрудником Института искусствоведения, фольклористики и этнологии им. М. Т. Рыльского НАН Украины.
Секретарь правления Национального союза кинематографистов Украины.
Член наблюдательного совета Национальной киностудии художественных фильмов имени Александра Довженко.
Член Президиума Евразийской академии телевидения и радио.
Печатался с 1978 года. Автор статей в научных сборниках и периодической печати «Киноведческие записки», «Культура і життя», «День», «Дзеркало тижня», «Столичные новости», «2000» и др.
В 2005 году подписал коллективное письмо в защиту русского языка на Украине.
Умер после тяжелой болезни 28 июля 2017 года в Киеве.

## Публицистика
- Рутковский А. Г. Рехнувшийся хронотоп // Зеркало недели, 07.10.1999
- Рутковский А. Г. Теория относительности «мови» к «языку» и другим органам // Еженедельник 2000. №29—30 (614) 13–19 июля 2012